# Mecometopus melanion
Mecometopus melanion là một loài bọ cánh cứng trong họ Cerambycidae.